# Arlington Million
Groupe 1
L'Arlington Million est une course hippique de plat se déroulant au mois d'août. 

## Caractéristiques
Il s'agit d'une épreuve de groupe 1 réservée aux chevaux de 3 ans et plus, et l'équivalent pour les mâles des Beverly D. Stakes, qui se déroulent le même jour. Elle se court sur la distance de 2 000 mètres, sur gazon.  
De sa création jusqu'à 2021, l'Arlington Million s'est disputé sur 2 000 mètres à Arlington Park, à Arlington Heights (Illinois), près de Chicago, jusqu'à la désaffectation de cet hippodrome en 2021. En 2022, la course a lieu sur l'hippodrome de Churchill Downs, dans le Kentucky, l'édition 2022 se courant exceptionnellement sur 1 800 mètres. À partir de 2023, elle est disputée sur l'hippodrome de Colonial Downs, en Virginie. C'est un rendez-vous majeur du calendrier des courses américaines, qui qualifie directement son lauréat pour la Breeders' Cup. Cette épreuve fut la première à voir sa dotation atteindre le million de dollars, d'où son nom.  

## Palmarès
| Année | Vainqueur                                                  | S/A                                                        | Pays                                                       | Père                                                       | Jockey                                                     | Entraîneur                                                 | Propriétaire                                               | Deuxième                                                   | Troisième                                                  | Temps                                                      |
| ----- | ---------------------------------------------------------- | ---------------------------------------------------------- | ---------------------------------------------------------- | ---------------------------------------------------------- | ---------------------------------------------------------- | ---------------------------------------------------------- | ---------------------------------------------------------- | ---------------------------------------------------------- | ---------------------------------------------------------- | ---------------------------------------------------------- |
| 2025  | Fort Washington                                            | M.6                                                        | États-Unis                                                 | War Front                                                  | Junior Alvarado                                            | Claude R. McGaughey                                        | Magic Cap Stables                                          | Grand Sonata                                               | Integration                                                | 1'59"58                                                    |
| 2024  | Nations Pride                                              | M.5                                                        | Royaume-Uni                                                | Teofilo                                                    | William Buick                                              | Charlie Appleby                                            | Godolphin                                                  | Integration                                                | Ancient Rome                                               | 2'01"96                                                    |
| 2023  | Set Piece                                                  | H.7                                                        | Royaume-Uni                                                | Dansili                                                    | Florent Géroux                                             | Brad Cox                                                   | Juddmonte Farms                                            | Santin                                                     | Adhamo                                                     | 1'58"19                                                    |
| 2022  | Santin                                                     | M.4                                                        | États-Unis                                                 | Distorted Humor                                            | Tyler Gaffalione                                           | Brendan P. Walsh                                           | Godolphin                                                  | Smooth Like Strait                                         | Sacred Life                                                | 1'46"88                                                    |
| 2021  | Two Emmys                                                  | H.5                                                        | États-Unis                                                 | English Channel                                            | James Graham                                               | Hugh Robertson                                             | Wolfe Racing & Hugh Robertson                              | Domestic Spending                                          | Glynn County                                               | 2'03"34                                                    |
| 2020  | Course non disputée en raison de la (pandémie de Covid-19) | Course non disputée en raison de la (pandémie de Covid-19) | Course non disputée en raison de la (pandémie de Covid-19) | Course non disputée en raison de la (pandémie de Covid-19) | Course non disputée en raison de la (pandémie de Covid-19) | Course non disputée en raison de la (pandémie de Covid-19) | Course non disputée en raison de la (pandémie de Covid-19) | Course non disputée en raison de la (pandémie de Covid-19) | Course non disputée en raison de la (pandémie de Covid-19) | Course non disputée en raison de la (pandémie de Covid-19) |
| 2019  | Bricks and Mortar                                          | M.5                                                        | États-Unis                                                 | Giant's Causeway                                           | Irad Ortiz, Jr.                                            | Chad Brown                                                 | Klaravic Stables & Lawrence Willam H.                      | Magic Wand                                                 | Bandua                                                     | 1'59"44                                                    |
| 2018  | Robert Bruce                                               | M.4                                                        | Chili                                                      | Fast Company                                               | Irad Ortiz, Jr.                                            | Chad Brown                                                 | Convento Viejo LLC                                         | Almanaar                                                   | Catcho En Die                                              | 2'02"29                                                    |
| 2017  | Beach Patrol                                               | M.4                                                        | États-Unis                                                 | Lemon Drop Kid                                             | Joel Rosario                                               | Chad Brown                                                 | Covello, Sheep Pond & Head Of Plains                       | Fanciful Angel                                             | Deauville                                                  | 2'02"39                                                    |
| 2016  | Mondialiste                                                | M.6                                                        | France                                                     | Galileo                                                    | Daniel Tudhope                                             | David O'Meara                                              | Geoff & Sandra Turnbull                                    | Kasaqui                                                    | Deauville                                                  | 2'01"87                                                    |
| 2015  | The Pizzan Man                                             | H.6                                                        | États-Unis                                                 | English Channel                                            | Florent Géroux                                             | Roger Brueggemann                                          | Midwest Thoroughbreds                                      | Big Blue Kitten                                            | Shining Copper                                             | 2'02"20                                                    |
| 2014  | Hardest Score                                              | H.4                                                        | États-Unis                                                 | Hard Spun                                                  | Eriluis Vaz                                                | Edward Graham                                              | Andrew Bentley Stables                                     | Magician                                                   | Side Glance                                                | 2'01"51                                                    |
| 2013  | Real Solution                                              | M.4                                                        | États-Unis                                                 | Kitten's Joy                                               | Alan Garcia                                                | Chad C. Brown                                              | Sarah & Ramsey Clark                                       | The Apache                                                 | Side Glance                                                | 2'00"99                                                    |
| 2012  | Little Mike                                                | H.5                                                        | États-Unis                                                 | Spanish Steps                                              | Ramon Dominguez                                            | Dale Romans                                                | Priscilla Vaccarezza                                       | Afsare                                                     | Rahystrada                                                 | 2'02"44                                                    |
| 2011  | Cape Blanco                                                | M.4                                                        | Irlande                                                    | Galileo                                                    | Jamie Spencer                                              | Aidan O'Brien                                              | Smith, Magnier, Tabor & F.Hay                              | Gio Ponti                                                  | Deans Kitten                                               | 2'05"39                                                    |
| 2010  | Debussy                                                    | M.4                                                        | Royaume-Uni                                                | Diesis                                                     | William Buick                                              | John Gosden                                                | Pcesse Haya de Jordanie                                    | Gio Ponti                                                  | Tazeez                                                     | 2'03"01                                                    |
| 2009  | Gio Ponti                                                  | M.4                                                        | États-Unis                                                 | Tale of the Cat                                            | Ramon Dominguez                                            | Christophe Clément                                         | Castleton Lyons                                            | Just As Well                                               | Stotsfold                                                  | 2'04"19                                                    |
| 2008  | Spirit One                                                 | M.4                                                        | France                                                     | Anabaa Blue                                                | Ioritz Mendizabal                                          | Philippe Demercastel                                       | Kamel Chehboub                                             | Archipenko                                                 | Mount Nelson                                               | 2'02"17                                                    |
| 2007  | Jambalaya                                                  | H.6                                                        | Canada                                                     | Langfuhr                                                   | Robby Albarado                                             | Catherine Day Phillips                                     | Todd & Catherine Day Phillips                              | The Tin Man                                                | Doctor Dino                                                | 2'04"76                                                    |
| 2006  | The Tin Man                                                | H.8                                                        | États-Unis                                                 | Affirmed                                                   | Victor Espinoza                                            | Richard Mandella                                           | Ralph & Aury Todd                                          | Cacique                                                    | Soldier Hollow                                             | 2'01"35                                                    |
| 2005  | Powerscourt                                                | M.5                                                        | Irlande                                                    | Sadler's Wells                                             | Kieren Fallon                                              | Aidan O'Brien                                              | Sue Magnier                                                | Kittens Joy                                                | Fourty Niners Son                                          | 2'03"38                                                    |
| 2004  | Kicken Kris                                                | M.4                                                        | États-Unis                                                 | Kris S.                                                    | Kent Desormeaux                                            | Michael R. Matz                                            | Brushwood Stable                                           | Magistretti                                                | Epalo                                                      | 2'00"08                                                    |
| 2003  | Sulamani                                                   | M.4                                                        | France                                                     | Hernando                                                   | David R. Flores                                            | Saeed Bin Suroor                                           | Godolphin                                                  | Paolini                                                    | Kaieteur                                                   | 2'02"29                                                    |
| 2002  | Beat Hollow                                                | M.5                                                        | Royaume-Uni                                                | Sadler's Wells                                             | Jerry Bailey                                               | Robert Frankel                                             | Juddmonte Farms                                            | Sarafan                                                    | Forbidden Apple                                            | 2'02"94                                                    |
| 2001  | Silvano                                                    | M.5                                                        | Allemagne                                                  | Lomitas                                                    | Andreas Suborics                                           | Andreas Wöhler                                             | Stiftung Gestüt Fährhof                                    | Hap                                                        | Redattore                                                  | 2'02"64                                                    |
| 2000  | Chester House                                              | M.4                                                        | Royaume-Uni                                                | Mr. Prospector                                             | Jerry Bailey                                               | Robert Frankel                                             | Juddmonte Farms                                            | Manndar                                                    | Mula Gula                                                  | 2'01"37                                                    |
| 1999  | Course annulée                                             | Course annulée                                             | Course annulée                                             | Course annulée                                             | Course annulée                                             | Course annulée                                             | Course annulée                                             | Course annulée                                             | Course annulée                                             | Course annulée                                             |
| 1998  | Course annulée                                             | Course annulée                                             | Course annulée                                             | Course annulée                                             | Course annulée                                             | Course annulée                                             | Course annulée                                             | Course annulée                                             | Course annulée                                             | Course annulée                                             |
| 1997  | Marlin                                                     | M.4                                                        | États-Unis                                                 | Sword Dance                                                | Gary Stevens                                               | D. Wayne Lukas                                             | Michael Tabor                                              | Sandpit                                                    | Percutant                                                  | 2'02"54                                                    |
| 1996  | Mecke                                                      | M.4                                                        | États-Unis                                                 | Maudlin                                                    | Robbie Davis                                               | Emanuel Tortora                                            | James Lewis Jr.                                            | Awad                                                       | Sandpit                                                    | 2'00"49                                                    |
| 1995  | Awad                                                       | M.5                                                        | États-Unis                                                 | Caveat                                                     | Eddie Maple                                                | David G. Donk                                              | Ryehill Farm                                               | Sandpit                                                    | The Vid                                                    | 1'58"69                                                    |
| 1994  | Paradise Creek                                             | M.5                                                        | États-Unis                                                 | Irish River                                                | Pat Day                                                    | William I. Mott                                            | Masayuki Nishiyama                                         | Fanmore                                                    | Muhtarram                                                  | 1'59"78                                                    |
| 1993  | Star of Cozzene                                            | M.5                                                        | France                                                     | Cozzene                                                    | José Santos                                                | Mark Hennig                                                | Team Valor Stable                                          | Evanescent                                                 | Johann Quatz                                               | 2'07"50                                                    |
| 1992  | Dear Doctor                                                | M.5                                                        | France                                                     | Crystal Glitters                                           | Cash Asmussen                                              | John Hammond                                               | Henri Chalhoub                                             | Sky Classic                                                | Golden Pheasant                                            | 1'59"84                                                    |
| 1991  | Tight Spot                                                 | M.4                                                        | États-Unis                                                 | His Majesty                                                | Laffit Pincay, Jr.                                         | Ron McAnally                                               | Anderson, Winchell & Carradini                             | Algenib                                                    | Kartajana                                                  | 1'59"55                                                    |
| 1990  | Golden Pheasant                                            | M.4                                                        | France                                                     | Caro                                                       | Gary Stevens                                               | Charlie Whittingham                                        | Summa Stable & W.Gretzky                                   | With Approval                                              | Steinlen                                                   | 1'59"60                                                    |
| 1989  | Steinlen                                                   | M.6                                                        | France                                                     | Habitat                                                    | José Santos                                                | D. Wayne Lukas                                             | Wildenstein Stable                                         | Lady In Silver                                             | Yankee Affair                                              | 2'03"60                                                    |
| 1988  | Mill Native                                                | M.4                                                        | France                                                     | Exclusive Native                                           | Cash Asmussen                                              | André Fabre                                                | C. N. Ray                                                  | Equalize                                                   | Sunshine Forever                                           | 2'00"00                                                    |
| 1987  | Manila                                                     | M.4                                                        | États-Unis                                                 | Lyphard                                                    | Angel Cordero Jr.                                          | LeRoy Jolley                                               | Bradley M. Shannon                                         | Sharrood                                                   | Theatrical                                                 | 2'02"40                                                    |
| 1986  | Estrapade                                                  | F.6                                                        | France                                                     | Vaguely Noble                                              | Fernando Toro                                              | Charlie Whittingham                                        | Allen E. Paulson                                           | Divulge                                                    | Pennine Walk                                               | 2'00"80                                                    |
| 1985  | Teleprompter                                               | H.5                                                        | Royaume-Uni                                                | Welsh Pageant                                              | Tony Ives                                                  | Bill Wates                                                 | Comte de Derby                                             | Greinton                                                   | Flying Pidgeon                                             | 2'03"40                                                    |
| 1984  | John Henry                                                 | H.9                                                        | États-Unis                                                 | Ole Bob Bowers                                             | Chris McCarron                                             | Ron McAnally                                               | Dotsam Stable                                              | Royal Heroine                                              | Gato Del Sol                                               | 2'01"40                                                    |
| 1983  | Tolomeo                                                    | M.3                                                        | Royaume-Uni                                                | Seattle Slew                                               | Pat Eddery                                                 | Luca Cumani                                                | Sergio d'Alessio                                           | John Henry                                                 | Nijinsky's Secret                                          | 2'04"40                                                    |
| 1982  | Perrault                                                   | M.5                                                        | France                                                     | Djakao                                                     | Laffit Pincay, Jr.                                         | Charlie Whittingham                                        | S.Fradkoff & Baron Th. van Zuylen                          | Be My Native                                               | Motavato                                                   | 1'58"80                                                    |
| 1981  | John Henry                                                 | H.6                                                        | États-Unis                                                 | Ole Bob Bowers                                             | Willie Shoemaker                                           | Ron McAnally                                               | Dotsam Stable                                              | The Bart                                                   | Madam Gay                                                  | 2'07"60                                                    |